# Viktorija Koetoezova
Viktorija Valeriejevna Koetoezova (Oekraïens: Вікторія Валеріївна Кутузова) (Odessa, 19 augustus 1988) is een tennisspeelster uit Oekraïne. Koetoezova begon met tennis toen zij zeven jaar oud was. Haar favoriete ondergrond is hardcourt. Zij speelt rechtshandig en heeft een tweehandige backhand. Zij was actief in het proftennis van 2003 tot en met 2011, voornamelijk in het enkelspel

## Loopbaan
Koetoezova debuteerde in 2003 op het ITF-toernooi van Jackson (VS) – door de Amerikaanse Lilia Osterloh te verslaan bereikte zij de tweede ronde. In 2005 won zij haar eerste titel, in Deauville (Frankrijk) – in de finale versloeg zij de Bulgaarse Tsvetana Pironkova. De week erna won zij meteen haar tweede titel, in Poitiers – daardoor bereikte zij haar hoogste notering op de WTA-ranglijst: de 76e plaats, op 28 november 2005. In totaal won zij in het enkelspel zes ITF-titels, de laatste in 2011 in Antalya.
In 2010 speelde Koetoezova in de eerste ronde van de Fed Cup Wereldgroep I – zij verloor haar enige partij, samen met Marija Koryttseva, tegen het Italiaanse koppel Sara Errani / Roberta Vinci.
Haar beste resultaat op de grandslamtoernooien is het bereiken van de tweede ronde.

## Posities op deWTA-ranglijst
Positie per einde seizoen:
| jaar | rang enkelspel | rang dubbelspel |
| ---- | -------------- | --------------- |
| 2003 | 272            | –               |
| 2004 | 471            | –               |
| 2005 | 110            | –               |
| 2006 | 107            | 319             |
| 2007 | 171            | 790             |
| 2008 | 141            | 471             |
| 2009 | 87             | 350             |
| 2010 | 441            | –               |
| 2011 | 522            | –               |
| 2012 | 743            | –               |

## Palmares

### Gewonnen ITF-toernooien enkelspel
| nr. | finale     | toernooi       | dotatie  | ondergrond | tegenstandster in finale | score         |
| --- | ---------- | -------------- | -------- | ---------- | ------------------------ | ------------- |
| 1.  | 2005-11-20 | Deauville      | $50.000  | gravel     | Tsvetana Pironkova       | 6-4, 7-6      |
| 2.  | 2005-11-27 | Poitiers       | $75.000  | hardcourt  | Maret Ani                | 6-3, 3-6, 6-4 |
| 3.  | 2006-11-19 | Deauville      | $50.000  | gravel     | Alberta Brianti          | 6-1, 6-2      |
| 4.  | 2008-05-04 | Cagnes-sur-Mer | $100.000 | gravel     | Maret Ani                | 6-1, 7-5      |
| 5.  | 2011-08-28 | Boekarest      | $10.000  | gravel     | Laura-Ioana Andrei       | 6-2, 7-5      |
| 6.  | 2011-12-11 | Antalya        | $10.000  | gravel     | Patricia Maria Țig       | 3-6, 6-1, 6-1 |

### Gewonnen juniortoernooien enkelspel
| nr. | finale     | toernooi                    | graad | ondergrond | tegenstandster in finale | score    |
| --- | ---------- | --------------------------- | ----- | ---------- | ------------------------ | -------- |
| 1.  | 2002-01-19 | Bergheim ITF Junior Classic | 4     | tapijt     | Tina Schmassmann         | 6-4, 6-2 |

### Gewonnen juniortoernooien dubbelspel
| nr. | finale     | toernooi                          | graad | ondergrond | partner             | tegenstandsters in finale            | score     |
| --- | ---------- | --------------------------------- | ----- | ---------- | ------------------- | ------------------------------------ | --------- |
| 1.  | 2002-06-01 | Astrid Bowl                       | 1     | gravel     | Dia Evtimova        | Tamara Day Sarah Raab                | 7-5, 6-4  |
| 2.  | 2002-09-15 | Kentucky Int. Junior Tennis Derby | 1     | hardcourt  | Jevgenia Linetskaja | Jarmila Gajdošová Kristina Grigorian | walk-over |

## Resultaten grandslamtoernooien
| Legenda | Legenda                          |
| ------- | -------------------------------- |
| g.t.    | geen toernooi gehouden           |
| l.c.    | lagere categorie                 |
| –       | niet deelgenomen                 |
| G       | uitgeschakeld in de groepsfase   |
| 1R      | uitgeschakeld in de eerste ronde |
| 2R      | uitgeschakeld in de tweede ronde |
| 3R      | uitgeschakeld in de derde ronde  |
| 4R      | uitgeschakeld in de vierde ronde |
| KF      | uitgeschakeld in de kwartfinale  |
| HF      | uitgeschakeld in de halve finale |
| F       | de finale verloren               |
| W       | het toernooi gewonnen            |
| w-v     | winst/verlies-balans             |

### Enkelspel
| toernooi        | 2005 | 2006 | 2007 | 2008 | 2009 | 2010 | 2011 |
| --------------- | ---- | ---- | ---- | ---- | ---- | ---- | ---- |
| Australian Open | –    | 1R   | –    | –    | 1R   | 1R   | –    |
| Roland Garros   | –    | 2R   | –    | –    | 2R   | –    | 1R   |
| Wimbledon       | –    | 2R   | 1R   | 1R   | 1R   | –    | –    |
| US Open         | 1R   | 2R   | –    | –    | 1R   | –    | –    |

### Vrouwendubbelspel
| toernooi        | 2006 |    | 2009 |
| --------------- | ---- | -- | ---- |
| Australian Open | 2R   | –  |      |
| Roland Garros   | –    | 1R |      |
| Wimbledon       | –    | 1R |      |
| US Open         | –    | –  |      |